# 에이벡스 픽처스
에이벡스 픽처스(영어: avex pictures inc., 일본어: エイベックス・ピクチャーズ)는 본의 영상 제작 및 판매 회사로, 에이벡스 그룹의 자회사이다.

## 작품 목록
- 호문쿨루스 (배급)